# 西明寺 (京都市)
西明寺（さいみょうじ）は、京都市右京区梅ケ畑槇尾町にある真言宗大覚寺派の準別格本山の寺院。山号は槇尾山（まきのおさん）。本尊は釈迦如来。京都市街の北西、周山街道から清滝川を渡った対岸の山腹に位置する。周山街道沿いの高雄山神護寺、栂尾山高山寺とともに三尾（さんび）の名刹として知られる。

## 歴史
寺伝によれば、天長年間（824年 - 834年）に空海（弘法大師）の高弟 智泉大徳が神護寺の別院、また戒律道場として創建されたと伝える。その後平安時代の末期には荒廃したが、建治年間（1275年 - 1278年）に和泉国槙尾山寺の我宝自性上人が中興し、本堂、経蔵、宝塔、鎮守社などが建てられた。
正応3年（1290年）には後宇多法皇より平等心王院の号を賜って神護寺より独立した。
永禄年間（1558年 - 1570年）に兵火にあって堂塔が焼亡し、神護寺に合併されるが、慶長7年（1602年）に俊正明忍律師により再興され、独立した。
現在の本堂は、元禄13年（1700年）徳川綱吉生母桂昌院の寄進により再建されたものといわれるが、東福門院（後水尾天皇中宮）の寄進によるとする説もある。

## 境内
- 本堂 - 元禄13年（1700年）に徳川綱吉の生母桂昌院の寄進により再建（東福門院（後水尾天皇中宮）の寄進によるとする説もある）。桁行7間、梁行4間。堂内に伝運慶作という釈迦如来像（重要文化財）ほかの仏像を安置する。扁額「霊山鷲心」は空海による筆。
- 客殿 - 本堂の左方に建つ。本堂より古く、江戸時代前期に移築されたもの。当時は食堂と称し、僧侶の生活や戒律の道場として使用された。
- 庫裏
- 庭園 - 苔庭。
- 聖天堂 - 元禄年間（1688年 - 1704年）建立。
- 鐘楼 - 元禄年間（1688年 - 1704年）再建。
- 表門（京都市指定有形文化財） - 元禄13年（1700年）に桂昌院の寄進により再建。一間薬医門。
- 指月橋

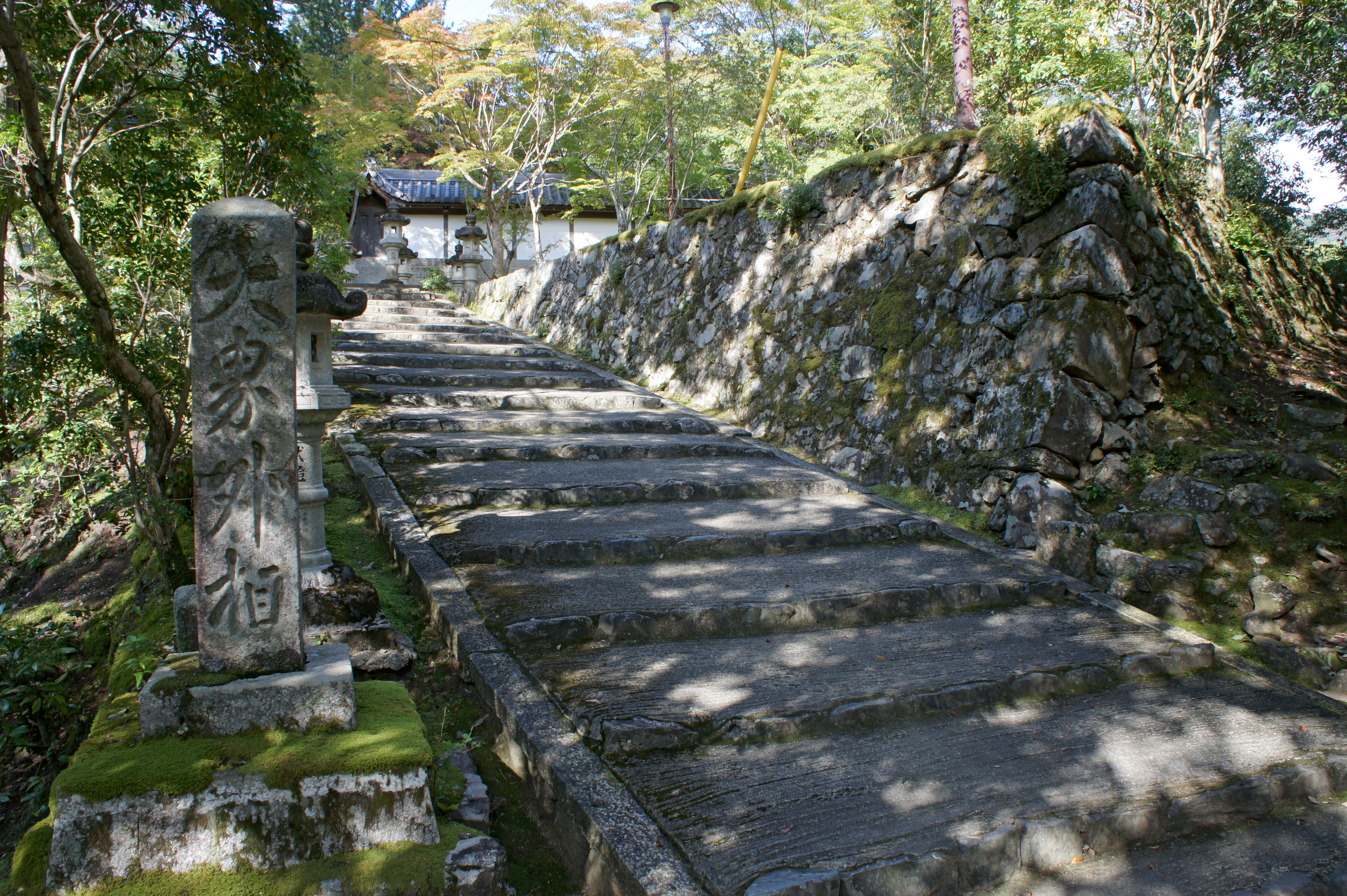
参道
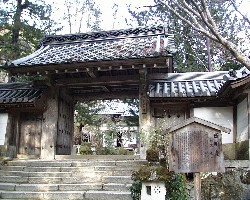
表門
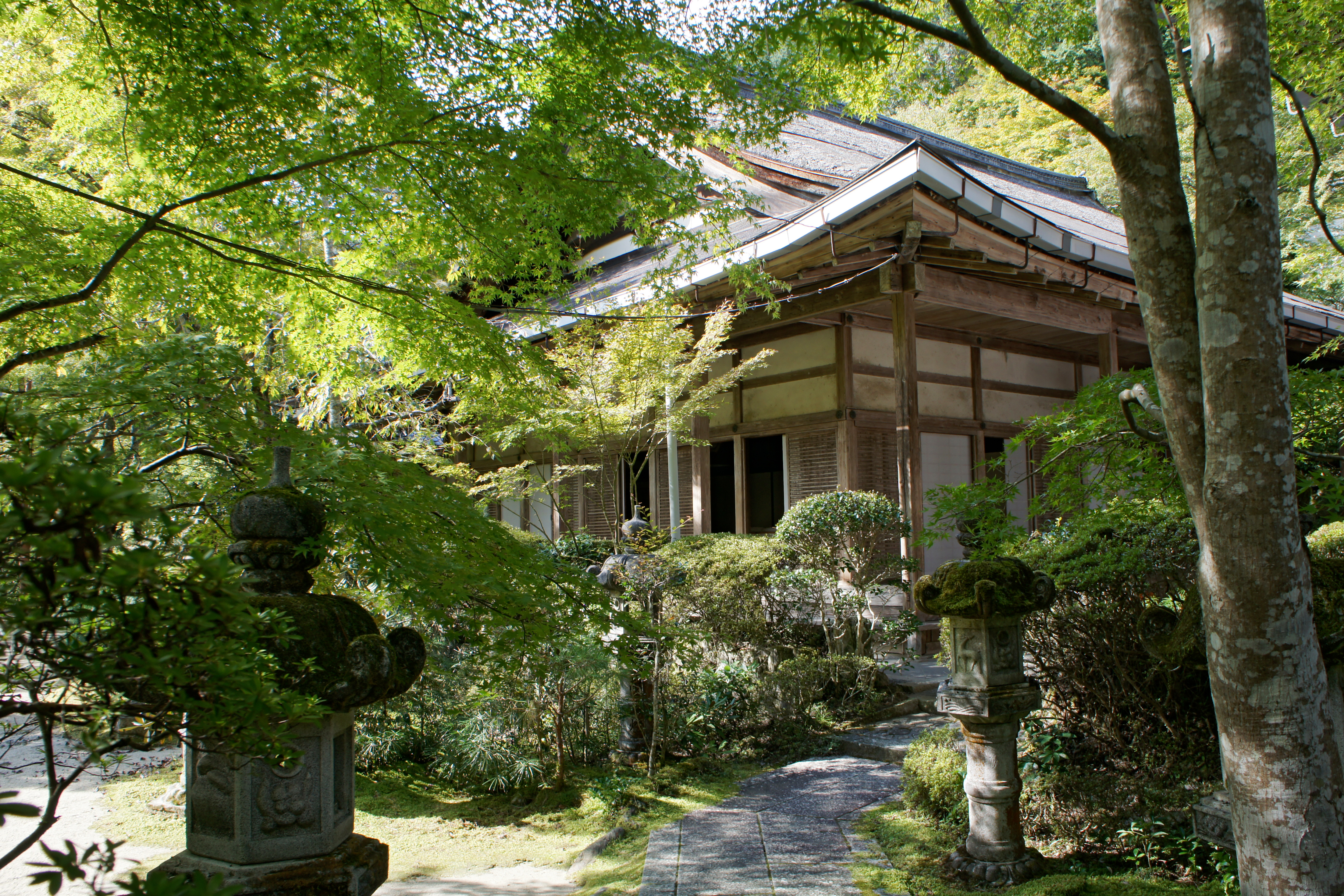
客殿
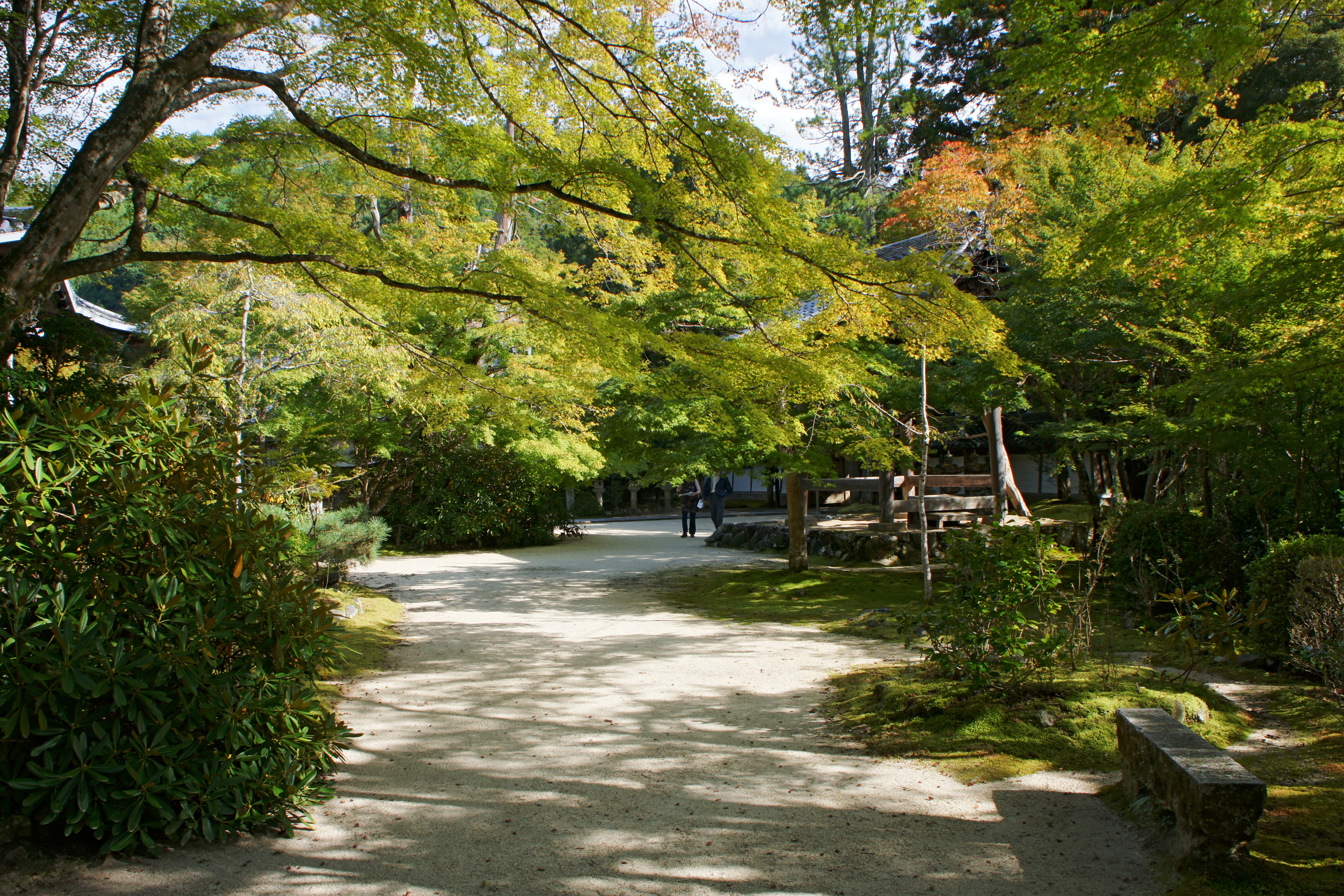
境内風景

## 文化財

### 重要文化財
- 木造釈迦如来立像 - 本堂正面の須弥壇上の厨子に安置される当寺の本尊。鎌倉時代に運慶が作ったとされる清凉寺式釈迦如来立像。
- 木造千手観音立像 - 本堂脇陣に安置されている。頭上に十面を戴き、四十二手を持つ。平安時代。

### 京都市指定有形文化財
- 表門

## 所在地
- 京都府京都市右京区梅ケ畑槇尾町1

## アクセス
- JR西日本・JR東海・近鉄・京都市営地下鉄 京都駅からJRバス、四条烏丸から京都市営バス8号系統「槙ノ尾」下車徒歩5分